# Ivan Tavčar

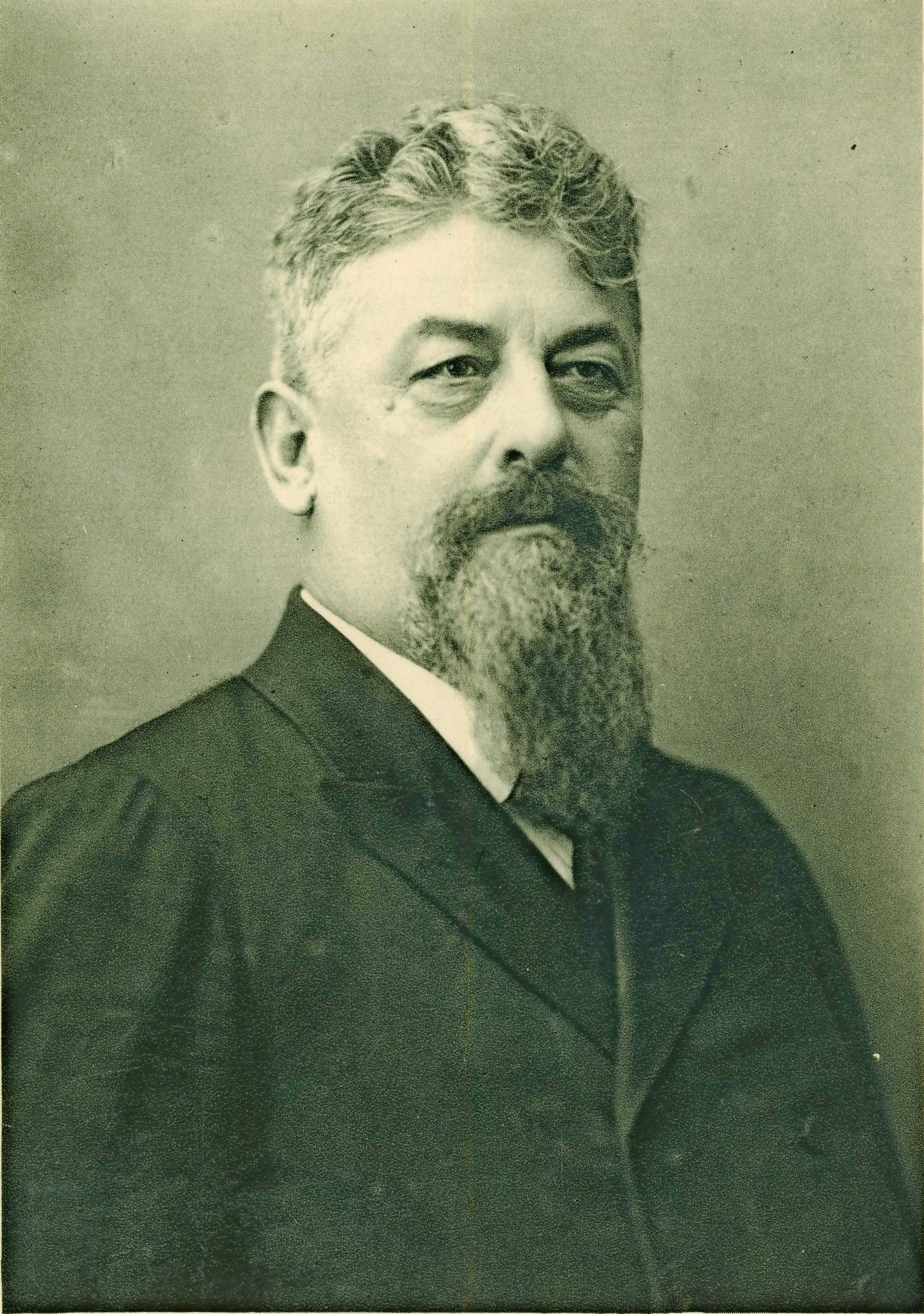
Ivan Tavčar

Ivan Tavčar (* 28. August 1851 in Poljane nad Skofjo Loko; † 19. Februar 1923 in Ljubljana) war ein slowenischer Schriftsteller, Jurist und Politiker.
Tavčar war ältestes von acht Kindern einer Bauernfamilie. Nach dem Besuch des Gymnasiums studierte er von 1871 bis 1875 Jura in Wien. 1883 erhielt er in Trieste seine Zulassung als Anwalt, und 1884 eröffnete er eine Anwaltskanzlei in Laibach, die er bis zu seinem Tode betrieb. Im gleichen Jahr heiratete er Franja Kosenini. Ihr Haus wurde ein Zentrum des national-liberalen Bürgertums der Stadt.
Zugleich begann Tavčar sich kommunalpolitisch zu betätigen, zunächst als Stadtrat und ab 1909 als Vizebürgermeister. 1911 wurde er zum Bürgermeister von Laibach gewählt; er versah dieses Amt bis 1921. 1889 gehörte er zu den Gründern der Stadtsparkasse von Laibach und wurde deren Rechtsberater. 1900 wurde er in den Vorstand der Kreditbank gewählt, deren Präsident er 1916 wurde. Daneben war Tavčar in verschiedenen kulturellen Vereinigungen der Stadt aktiv, die ihn zu seinem 70. Geburtstag 1921 als Ehrenbürger auszeichnete. Als sein literarisches Hauptwerk gilt die Visoška kronika, ein historischer Roman über die Zeit nach dem Dreißigjährigen Krieg.